# Gastón Dalmau
Gastón Dalmau  (Coronel Suárez, provincia de Buenos Aires; 23 de noviembre de 1983) es un actor, cantante y productor audiovisual argentino. Se hizo conocido por haber interpretado el personaje de Ramiro «Rama» Ordóñez en la serie juvenil Casi ángeles y como integrante de la banda pop derivada, Teen Angels. Desde 2012, el año que se desintegró la banda, reside en Los Ángeles, Estados Unidos.

## Biografía
Gastón Dalmau nació el 23 de noviembre de 1983, en Coronel Suárez, en la provincia de Buenos Aires. Es hijo de Silvia, una artista plástica, y Pedro, un empresario. Tiene dos hermanos mayores, Nicolás y Federico. Desde pequeño quiso dedicarse a la actuación. Esa idea lo llevó a estudiar canto y teatro en su ciudad natal. A los 17 años, se trasladó a la ciudad de Buenos Aires. Mientras probaba las carreras de Ingeniería informática y Marketing, al mismo tiempo se presentaba a cástines de televisión, hasta que finalmente quedó elegido para Frecuencia 04, su primer papel.
En 2012, tras el éxito profesional y público que alcanzó interpretando a "Rama" en Casi ángeles, seguida de las giras musicales a nivel mundial con la banda Teen Angels, decidió mudarse a Estados Unidos para comenzar de cero, según sus propios dichos. Allí estudió composición musical y, gracias a los cursos que ofrece el gobierno estadounidense para entrar al medio televisivo, logró obtener una beca, dónde se formó en producción audiovisual.
En septiembre de 2019, anunció en su cuenta de Instagram que había obtenido la ciudadanía estadounidense, luego de haber residido durante siete años en el país.

## Carrera actoral
Dalmau debutó como actor en 2004, en la telenovela argentina de tipo comedia destinada al público adolescente, Frecuencia 04. Interpretó a Gastón, un personaje secundario.
En 2005 tuvo una participación en Casados con hijos, interpretando a Nicanor. Ese mismo año, también actuó en Floricienta y en el unitario Conflictos en red, interpretando a Bruno, un papel de reparto. Al año siguiente, tuvo participaciones en las telenovelas juveniles Alma pirata y 1/2 falta.
En 2007 interpretó al personaje de Ramiro "Rama" Ordóñez en la serie juvenil Casi ángeles producida por Cris Morena, que estuvo al aire hasta 2010 en Telefe, y fue retransmitida en varios países. Dalmau participó en las adaptaciones teatrales del programa, y también integró la banda pop derivada, Teen Angels, conformada por el elenco principal de la serie, hasta 2012. Ese mismo año, realizó una participación especial en la telenovela Dulce amor.
En 2013 ya instalado en Estados Unidos, debutó como conductor del ciclo Mundo Yups, por Yups TV, donde recorría las principales atracciones de Nueva York.
Luego trabajó en las películas estadounidenses Fair Market Value filmada en 2015 y estrenada en 2020, junto a su compatriota Luisana Lopilato, y Lost Cat Corona filmada en 2016 y estrenada en 2017.
En 2019 volvió a la televisión argentina como invitado en el programa Resto del mundo, bajo la conducción de Emilia Attias, su compañera en Casi ángeles, durante su viaje por Los Ángeles.
En 2021 fue participante de la segunda temporada del reality gastronómico MasterChef Celebrity Argentina, donde se consagró como ganador del certamen.

## Carrera musical

### Teen Angels
Entre 2007 y 2012 integró la banda pop adolescente Teen Angels, desprendimiento de la serie de televisión Casi ángeles. El grupo realizó giras por Latinoamérica, España e Israel.
Los primeros dos discos del grupo, Teen Angels y Teen Angels 2, consiguieron la certificación como disco de platino, y el tercero, Teen Angels 3, fue el quinto disco más vendido en Argentina en 2009. En 2010 y 2011, publicaron dos álbumes más, Teen Angels IV y Teen Angels V, respectivamente, los discos de estudio también obtuvieron certificaciones en el país.
En julio de 2012, el grupo se presentó por última vez en una serie de funciones denominadas "Teen Angels en el Gran Rex 2012: El adiós", que formaron parte de su gira de despedida, "Tour Teen Angels 2012".
En mayo de 2013 se estrenó Teen Angels: el adiós 3D, documental sobre el último concierto de la banda filmado en versión 3D.

### The Utopía
Desde 2017, Dalmau integra el grupo The Utopía junto a la cantante y productora británica Aubrey Whitfield. El 27 de octubre de 2017, estrenó su primer sencillo «Crash and burn», una canción en inglés con un estilo de pop rock. Tema que ya había comenzado a sonar en la radio de Los 40 principales en España.
En mayo de 2018 público un segundo sencillo titulado «Volveré» Seguido a este lanzamiento, en agosto de ese mismo año publicó el primer EP de la banda, «Made to last» compuesto de cinco canciones.

## Carrera como productor
En Los Ángeles, Dalmau comenzó a trabajar en la producción de efectos visuales para Paramount Pictures en la película Teenage Mutant Ninja Turtles: Out of the Shadows y luego en Marvel Studios. Allí trabajó en la posproducción de Captain America: Civil War. Luego siguió como compositor de efectos visuales en Doctor Strange y su último trabajo para Marvel fue como data-wrangler en Capitana Marvel.

### Producciones
| Año  | Título                                           | Dirección               | Notas                          |
| ---- | ------------------------------------------------ | ----------------------- | ------------------------------ |
| 2016 | Miles                                            | Nathan Adolff           | Productor ejecutivo            |
| 2016 | Teenage Mutant Ninja Turtles: Out of the Shadows | Dave Green              | Efectos visuales               |
| 2016 | Captain America: Civil War                       | Hermanos Russo          | Efectos visuales               |
| 2016 | Doctor Strange                                   | Scott Derrickson        | Composición digital            |
| 2019 | Capitana Marvel                                  | Anna Boden y Ryan Fleck | Compositor de efectos visuales |

## Trayectoria

### Televisión
| Año       | Título            | Personaje             |
| --------- | ----------------- | --------------------- |
| 2004      | Frecuencia 04     | Gastón                |
| 2004      | La niñera         | Pity                  |
| 2005      | Floricienta       | Joaquito              |
| 2005      | Conflictos en red | Bruno                 |
| 2005-2006 | Casados con hijos | Nicanor               |
| 2005-2006 | Casados con hijos | Dani                  |
| 2005-2006 | 1/2 falta         | Nico                  |
| 2006      | Sos mi vida       | Nicolás               |
| 2006      | Alma pirata       | Juan Cruz             |
| 2007-2010 | Casi ángeles      | Ramiro "Rama" Ordóñez |
| 2012      | Dulce amor        | Pablo                 |
| TBA       | Medusa            | Lautaro               |

| Año           | Título                           | Rol                   |
| ------------- | -------------------------------- | --------------------- |
| 2013          | Mundo Yups                       | Conductor invitado    |
| 2021          | MasterChef Celebrity Argentina 2 | Participante –Ganador |
| 2021-2022     | MasterChef Celebrity Argentina 3 | Host digital          |
| 2025-presente | Había que decirlo                | Conductor             |

### Cine
| Año  | Título                   | Personaje              | Dirección           |
| ---- | ------------------------ | ---------------------- | ------------------- |
| 2013 | Teen Angels: el adiós 3D | Él mismo               | Juan Manuel Jiménez |
| 2017 | Lost Cat Corona          | Chico de mantenimiento | Anthony Tarastino   |
| 2020 | Fair Market Value        | Chico sexy del auto    | Kevin Arbouet       |

### Teatro
| Año       | Título       | Personaje / Rol       | Teatro          |
| --------- | ------------ | --------------------- | --------------- |
| 2007-2010 | Casi ángeles | Ramiro "Rama" Ordóñez | Teatro Gran Rex |
| 2011-2012 | Teen Angels  | Él mismo              | Teatro Gran Rex |

## Discografía

### Álbumes con The Utopía
- 2018: Made to Last (EP)

### Álbumes con Teen Angels
- 2007: Teen Angels
- 2008: Teen Angels 2
- 2009: Teen Angels 3
- 2010: Teen Angels 4
- 2010: Teen Angels: La Historia
- 2011: Teen Angels 5
- 2012: La despedida

## Giras musicales

### Con Teen Angels
- 2008-2010: Tour Teen Angels y Casi Ángeles[46]
- 2011: Teen Angels Tour[47]
- 2012: Tour El Adiós[48]